# Nürnberg (fartyg)
Nürnberg var en tysk lätt kryssare av Leipzig-klass som byggdes för Kriegsmarine. Hon var uppkallad efter staden Nürnberg och hade ett systerfartyg, Leipzig. Nürnberg kölsträcktes 1934, sjösattes i december samma år och färdigställdes i november 1935. Hon var beväpnad med ett huvudbatteri med nio 15 cm kanoner i tre trippeltorn och hade en maxhastighet på 32 knop (59 km/h).
I slutet av 1930-talet deltog Nürnberg utan större incidenter i icke-interventionspatrullerna under det spanska inbördeskriget. Efter andra världskrigets utbrott i september 1939 användes hon för att lägga ut defensiva minfält utanför den tyska kusten. Därefter användes hon för att eskortera offensiva minutläggningar i Nordsjön tills hon torpederades av en brittisk ubåt i december 1939. Därefter användes hon som utbildningsfartyg i Östersjön under större delen av resten av kriget, bortsett från en kort insats i Norge från november 1942 till april 1943. I januari 1945 fick hon i uppdrag att lägga ut minor i Skagerrak, men allvarlig bränslebrist möjliggjorde endast en sådan operation.
Efter krigsslutet beslagtogs Nürnberg av Royal Navy och tilldelades slutligen Sovjetunionen som krigsskadestånd. I december 1945 tog en sovjetisk besättning över fartyget och tog det månaden därpå till Tallinn, där det döptes om till Admiral Makarov. Hon tjänstgjorde i den sovjetiska flottan, först i 8:e flottan och sedan som utbildningskryssare baserad i Kronstadt. År 1960 skrotades hon.

## Design

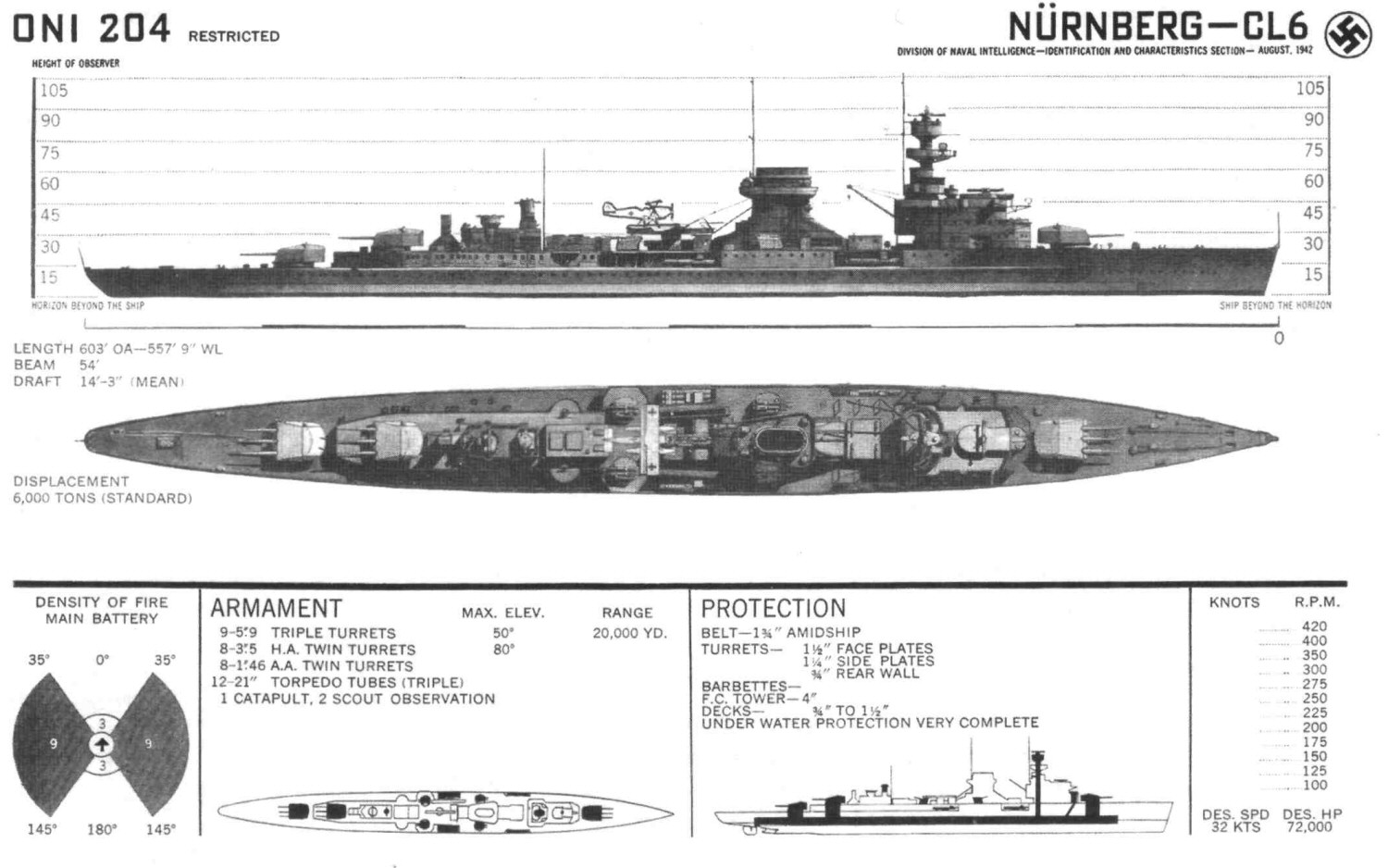
En igenkänningsritning av Nürnberg

Nürnberg var totalt 181,3 meter långt och hade en bredd på 16,3 meter och ett maximalt djupgående på 5,74 meter. Hon hade ett deplacement på 9 040 ton vid full last. Nürnberg hade en besättning på 25 officerare och 648 värnpliktiga. Hon var utrustad med en katapult och en kran för att hantera två Heinkel He 60-sjöflygplan, men dessa ersattes senare med Arado Ar 196.
Framdrivningssystemet bestod av två ångturbiner och fyra tvåtakts dubbelverkande dieselmotorer av märket MAN. Ånga till turbinerna kom från sex oljeeldade vattenrörspannor. Fartygets framdrivningssystem gav en toppfart på 32 knop (59 km/h) och en räckvidd på cirka 3 900 nautiska mil (7 200 km) vid 10 knop (19 km/h) med enbart dieselmotorerna.
Fartyget var beväpnat med ett huvudbatteri med nio 15 cm SK C/25-kanoner monterade i tre trippelkanontorn. Ett var placerat i fören och två var placerade i ett par i aktern, alla på mittlinjen. De försågs med mellan 1 080 och 1 500 patroner, vilket motsvarar mellan 120 och 166 granater per kanon. Fartyget var också utrustat med åtta 8,8 cm SK C/32 luftvärnskanoner, åtta 37 mm SK C/30 luftvärnskanoner och flera 20 mm luftvärnskanoner, även om antalet av de sistnämnda ändrades under hennes tjänstgöringstid. Nürnberg hade också fyra trippelmonterade torpedtuber placerade mittskepps; de var försedda med tjugofyra 50 cm torpeder. Hon kunde också medföra 120 sjöminor. Fartyget skyddades av ett pansardäck som var 30 mm tjockt midskepps och ett pansarbälte som var 50 mm tjockt.

## Tjänstgöring

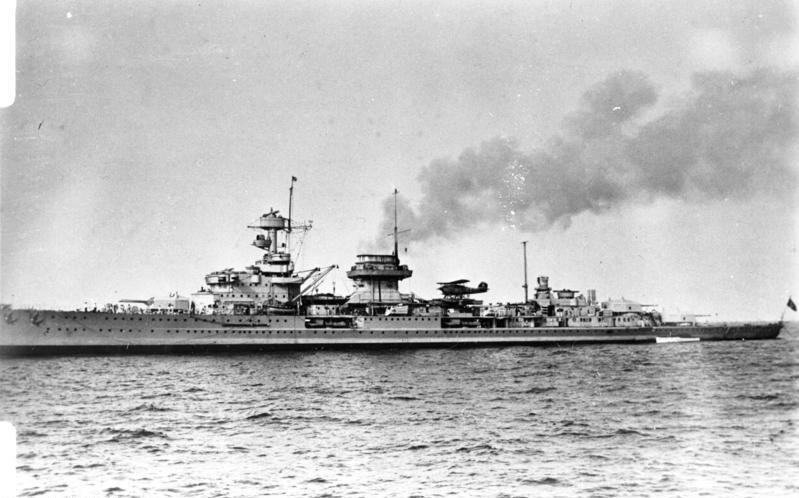
Nürnberg innan kriget

Nürnberg byggdes 1934 på Deutsche Werke-varvet i Kiel. Hon sjösattes den 6 december 1934 och färdigställdes på mindre än ett år och togs i bruk den 2 november 1935. Fartyget placerades därefter i Östersjön fram till april 1936, då hon tillsammans med Köln och Leipzig gjorde en utbildningskryssning i Atlanten. Vid denna tidpunkt blev hon flaggskepp för den tyska flottans spaningsstyrkor. De tre kryssarna återvände sedan till Östersjön för ytterligare övningar. Nürnberg deltog i icke-interventionspatrullerna under det spanska inbördeskriget 1936–1939. Under konfliktens gång genomförde Nürnberg fyra patruller utanför Spanien, men stötte inte på några krigförande styrkor, med undantag för en påstådd attack av en oidentifierad ubåt söder om Balearerna den 16 juli 1937.
I september 1937 deltog Nürnberg i flottmanövrar tillsammans med de tunga kryssarna Admiral Graf Spee och Deutschland, de lätta kryssarna Leipzig och Karlsruhe samt flera jagare. De första tre månaderna 1938 tillbringades i Östersjön, varefter Nürnberg dockades för en ombyggnad. I juni gjorde hon en utbildningskryssning till Norge och återvände till Tyskland månaden därpå. I augusti var hon närvarande vid den flottuppvisning som hölls i Kiel för Adolf Hitler och Ungerns statschef Miklós Horthy. Nürnberg anslöt sig till den flotta som skickades till Memel i mars 1939 för att inta regionen. Efter att ha slutfört ockupationen anslöt sig Nürnberg till Admiral Graf Spee, Leipzig och Köln för en utbildningskryssning till Medelhavet, som innehöll flera stopp i spanska hamnar. Efter att ha återvänt till Tyskland i maj återupptog hon sin träning i Östersjön.

### Andra världskriget

#### 1939–1941

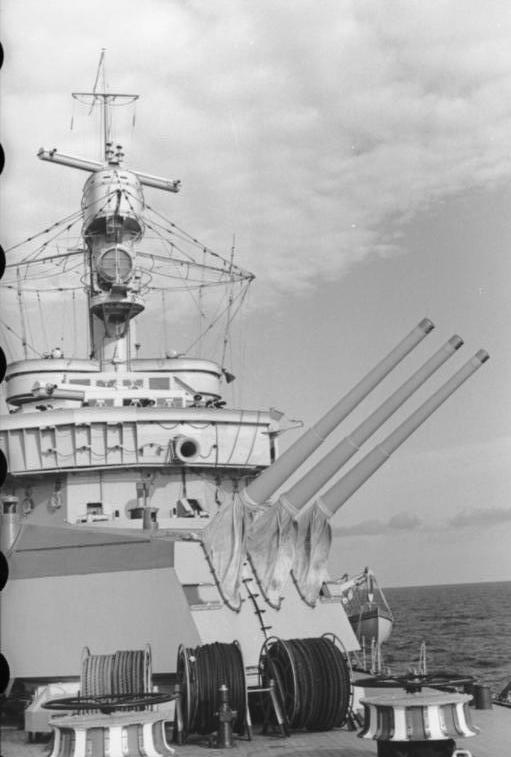
Nürnbergs främre kanontorn i september 1940

När andra världskriget bröt ut den 1 september 1939 ingick Nürnberg i den blockadstyrka som skulle hindra den polska flottan från att fly från Östersjön. Trots tyskarnas ansträngningar lyckades flera polska jagare och ubåtar fly till Storbritannien, där de fortsatte kriget. Den 3 september drogs Nürnberg och resten av kryssarna tillbaka till Nordsjön för att lägga ut en rad defensiva minfält för att skydda den tyska kusten. Hon återvände till Östersjön för övningar i oktober. Följande månad förflyttades hon tillbaka till Nordsjön, där hon fick i uppdrag att eskortera jagare som lade ut minfält utanför den brittiska kusten. Mellan den 4-6 december genomförde fartyget en minering utanför Kristiansand, Norge.
Den 13 december eskorterade den brittiska ubåten HMS Salmon en grupp jagare som återvände från en minläggning utanför den brittiska kusten och avfyrade ett antal torpeder mot den tyska flottiljen. Två torpeder upptäcktes på väg mot Nürnberg och fartyget svängde hårt åt babord i ett försök att undvika dem. Den ena passerade framför fartyget, men den andra träffade henne i fören. Nürnberg sänkte hastigheten till 12 knop (22 km/h) för att låta besättningen inspektera skadorna, när ytterligare tre torpeder upptäcktes åt babord. Fartyget accelererade omedelbart till full fart och vände åt styrbord; torpederna exploderade i kryssarens kölvatten. Träffen orsakade en mindre översvämning och minimala skador, men de vattentäta skotten höll. Tyskarna upptäckte Salmon och angrep henne kortvarigt med Nürnbergs bakersta huvudkanontorn, men utan resultat. Efter att skadorna hade inspekterats kunde Nürnberg öka hastigheten till 18 knop (33 km/h) och fly tillbaka till hamn.
På väg tillbaka till Tyskland den 14 december utsattes Nürnberg och Leipzig, som också hade torpederats av Salmon, för ytterligare brittiska attacker. Royal Air Force (RAF) inledde en attack mot Nürnberg och Leipzig. Cirka 20 Vickers Wellington-bombflygplan hittades av tyska jaktplan under ledning av Oberstleutnant Carl-Alfred Schumacher i närheten av Spiekeroog och Wangerooge. RAF-bombplanen misslyckades med att ytterligare skada kryssarna och de tyska piloterna hävdade att sju eller åtta bombplan skjutits ner, inklusive en som hävdades av unteroffizier Herbert Kutscha. RAF:s register visar att sex bombplan förlorades i attacken. Ubåten HMS Ursula attackerade också utan framgång den skadade kryssaren den dagen, strax innan den gick in i Kielkanalen vid Brunsbüttel. Efter ankomsten till Kiel gick Nürnberg in i torrdocka hos Deutsche Werke för reparationer, som pågick fram till april 1940.
I början av juni 1940 fick Nürnbergs befälhavare, kapten Otto Klüber, veta att fartyget inte skulle delta i Operation Juno, en insats med slagskeppen Gneisenau och Scharnhorst. Istället överfördes hon till Norge och lämnade Kiel den 10 juni under eskort av torpedbåtarna Falke och Jaguar. Den 12 juni skickades torpedbåtarna till Stavanger för att bunkra, och under tiden styrde Nürnberg en sicksackkurs i 27 knop (50 km/h) för att undvika eventuella ubåtar som kunde finnas i området. Den 17 juni nådde Nürnberg Narvik, som skulle bli hennes bas för den kommande månaden. Under denna period attackerade ett av hennes Arado Ar 196-flygplan utan framgång en brittisk ubåt. Detta var den enda strid som fartyget deltog i under tiden i Norge. Den 25 juli eskorterade Nürnberg och flera jagare och torpedbåtar det skadade slagskeppet Gneisenau, som hade torpederats av en brittisk ubåt, från Trondheim i Norge till Kiel. Den 28 juli anlände flottiljen till Kiel. Den 8 augusti ersattes kapten Klüber av Leo Kreisch som fartygschef. Nürnberg tillbringade resten av året i Östersjön. Den italienska amiralen Mavagini besökte fartyget när det befann sig i Gotenhafen i september. En kort ombyggnad genomfördes på Deutsche Werke i oktober och november.

#### 1941–1945

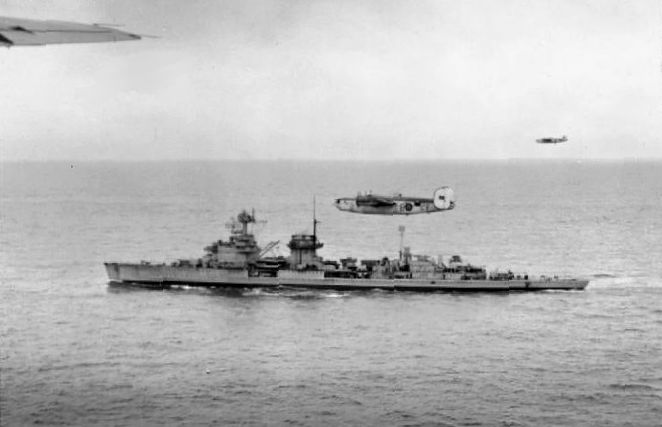
Nürnberg i maj 1945, eskorterad av RAF Coastal Command Liberator bombflygplan

Den 15 februari 1941 omklassificerades hon till utbildningskryssare och placerades i träningsskvadronen, tillsammans med de andra överlevande lätta kryssarna. Dessa fartyg hade till uppgift att utbilda besättningarna för ubåtsflottan, som expanderade snabbt för att delta i slaget om Atlanten. I början av denna period förflyttades många av hennes besättningsmän själva till ubåtsflottan. Efter krigsutbrottet mot Sovjetunionen i juni 1941 omplacerades Nürnberg till Östersjöflottan, som var centrerad kring det nya slagskeppet Tirpitz. När det stod klart att den sovjetiska baltiska flottan inte hade för avsikt att genomföra offensiva operationer, skingrades de tyska fartygen. Nürnberg återgick till sina utbildningsuppgifter för resten av året. Ytterligare en ombyggnad genomfördes i januari 1942; under denna period avlägsnades hennes flygplansutrustning och akterliga torpedtuber, och hennes lätta luftvärnsbeväpning ökades. Allierade flygräder orsakade vissa skador, vilket försenade hennes återgång till tjänstgöring till den 23 augusti.
Därefter genomförde hon sjötester fram till oktober, varefter hon skickades till Norge. Den 11 november lämnade Nürnberg Gotenhafen för Trondheim. Hon anlände dit den 18 november och stannade där tills hon förflyttades till Bogen utanför Narvik den 2 december. Där anslöt hon sig till flottan centrerad kring Tirpitz. Nürnberg såg inga insatser under den här perioden. Den 27 april 1943 seglade Nürnberg från Narvik till Tyskland via Trondheim. Efter att ha anlänt till Kiel den 3 maj fick hon sitt maskineri renoverat. Efter att arbetet var slutfört i slutet av maj tilldelades hon träningsskvadronen i Östersjön. Frekventa besättningsbyten höll fartyget på en mycket låg beredskapsnivå. Hon förblev i denna tjänst under hela 1944, och hon såg inga insatser. Hon tilldelades inte de eldunderstödsenheter som stödde den retirerande tyska armén på östfronten, till skillnad från de flesta andra fartyg i träningsskvadronen.
I början av 1945 fick hon uppdrag att lägga minor i Skagerrak medan hon var baserad i Oslo, Norge. Hon genomförde endast en minläggningsoperation, Operation Titus, den 13 januari. De styrkor som tilldelades operationen bestod av två jagare, två torpedbåtar och ett minfartyg; Nürnberg själv bar 130 minor. Svår bränslebrist förhindrade alla ytterligare operationer. Den 24 januari seglade hon till Köpenhamn, där hon stannade till krigsslutet, eftersom hon endast hade 270 ton syntetisk dieselolja i tankarna. Den 5 maj 1945 fick hon order om eldupphör, och den 22 maj anlände de brittiska kryssarna HMS Devonshire och HMS Dido för att ta kontroll över Nürnberg.

### Efterkrigstiden

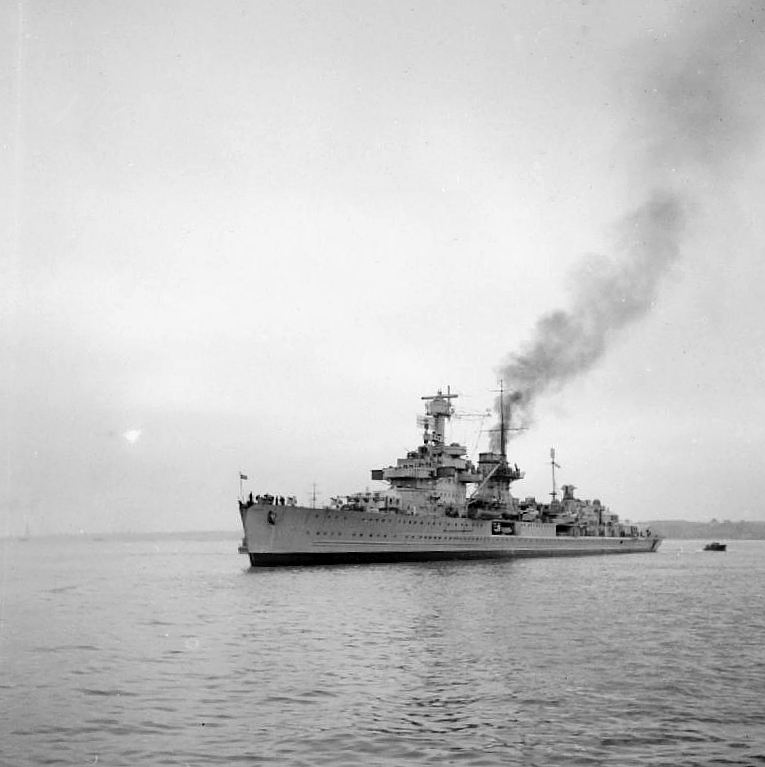
Nürnberg i Kiel 1946 efter överlämnandet till Sovjetunionen

Den 24 maj seglade Nürnberg och den tunga kryssaren Prinz Eugen från Köpenhamn under eskort av Devonshire, Dido och flera andra krigsfartyg. Flottiljen anlände till Wilhelmshaven den 28 maj och de tyska fartygen stannade där medan deras öden avgjordes vid Potsdamkonferensen. De allierade beslutade till slut att tilldela Nürnberg till Sovjetunionen. För att hindra tyskarna från att borra sina fartyg i sank som de hade gjort 1919, beslagtog de allierade formellt fartygen den 19 december, medan Nürnberg låg i torrdocka. Den 2 januari förde Sovjet sina beslagtagna krigsfartyg, som även omfattade målfartyget Hessen, Hessens radiostyrningsfartyg Blitz, jagaren Z15 Erich Steinbrinck och torpedbåtarna T33 och T107, till Libau i nuvarande Lettland.
Den sovjetiska flottan undersökte fartyget i detalj efter att det anlänt till Libau. Kryssaren döptes sedan om till Admiral Makarov och tilldelades den 8:e flottan i Tallinn. I slutet av 1948 blev hon flaggskepp för den 8:e flottan, under befäl av viceamiral F. V. Zozulya. I början av 1950-talet togs tre nya kryssare av Chapayev-klass i tjänst, vilket fick den sovjetiska flottan att dra tillbaka Admiral Makarov från aktiv tjänstgöring. Hon återgick till sitt gamla jobb som utbildningskryssare, denna gång baserad i Kronstadt i mitten av 1954. Under denna period avlägsnades större delen av hennes lätta luftvärnsbeväpning och nya radarsystem installerades. Hennes slutliga öde är oklart; hon verkar ha tagits ur tjänst i maj 1959 och skrotades någon gång därefter, enligt uppgift i mitten av 1960.